# A公理
在数学中，斯梅尔A公理（Smale's axiom A）确定了一类相对容易理解的动力系统。一个著名的例子是斯梅尔马蹄铁映射。术语“A公理”是斯蒂芬·斯梅尔起的。

## 定义
设M是光滑流形，{\displaystyle f:M\to M}是M到自身的微分同胚。以下两个条件合在一起称为A公理：
1. {\displaystyle f}的非游荡集{\displaystyle \Omega (f)}是双曲的紧集。
2. {\displaystyle f}的周期点在{\displaystyle \Omega (f)}中稠密。

满足A公理的微分同胚称为A公理微分同胚。若M是二维曲面，则非游荡集的双曲性蕴含了周期点的稠密性，但对三维以上的流形则不成立。尽管如此，A公理微分同胚有时仍被称作双曲微分同胚，因为M上发生有趣的动力学的部分，即{\displaystyle \Omega (f)}，表现出双曲的行为。
A公理微分同胚是莫尔斯-斯梅尔系统的推广，后者有更多的限制（有限的周期点，稳定、不稳定子流形的横截性）。斯梅尔马蹄铁映射是具有无限周期点和正的拓扑熵的A公理微分同胚。

## 性质
所有阿诺索夫微分同胚都满足A公理。对于这种情况，整个流形M就是双曲的（尽管还不知道非游荡集{\displaystyle \Omega (f)}是否构成了整个M）。
Rufus Bowen证明了A公理微分同胚的非游荡集{\displaystyle \Omega (f)}都有马尔可夫划分。
非游荡集中的周期点的稠密性蕴含了局部极大性：存在{\displaystyle \Omega (f)}的开邻域U使得
{\displaystyle \bigcap _{n\in \mathbb {Z} }{f^{n}(U)}=\Omega (f)}

## ω稳定性
A公理系统有一个重要的性质：对微小扰动的结构稳定性。就是说，对系统施加一个微小的扰动，扰动后的系统与未扰动的系统之间有一对一的拓扑对应，把扰动后系统的轨道变成未扰动系统的轨道。这个性质的重要性在于，它表明了A公理系统不是特例，在某种意义上是“普遍的”。
更精确地说，对{\displaystyle f}的连续可微的扰动{\displaystyle f_{\varepsilon }}，非游荡集由两个紧致的{\displaystyle f_{\varepsilon }}-不变子集{\displaystyle \Omega _{1},\Omega _{2}}组成。第一个子集同胚于{\displaystyle \Omega (f)}，同胚映射h满足：
{\displaystyle f_{\varepsilon }\circ h(x)=h\circ f(x),\quad \forall x\in \Omega (f)}
若{\displaystyle \Omega _{2}}是空集，则h是到{\displaystyle \Omega (f_{\varepsilon })}上的满射。若对任意扰动{\displaystyle f_{\varepsilon }}都是这种情况则称f是ω稳定的。微分同胚{\displaystyle f}是ω稳定的当且仅当{\displaystyle f}满足A公理与无环条件（轨道一旦离开某个不变子集就不再返回这个子集）。